# 杨福秋
杨福秋（1927年—），男，浙江定海人，中国药物化学家，曾任上海医药工业研究院研究员、博士生导师。